# DAF-losser

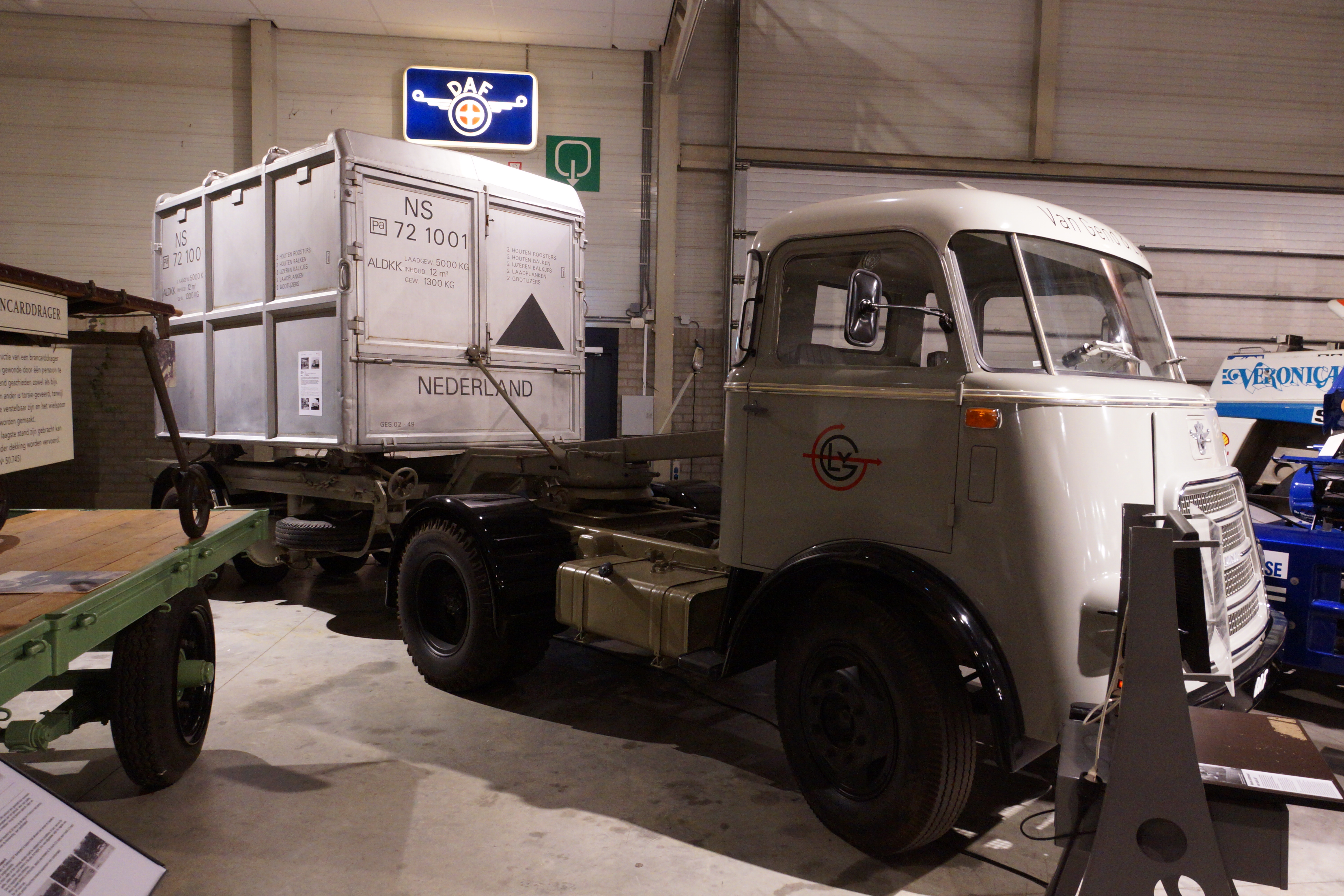
DAF-losser in het DAF Museum

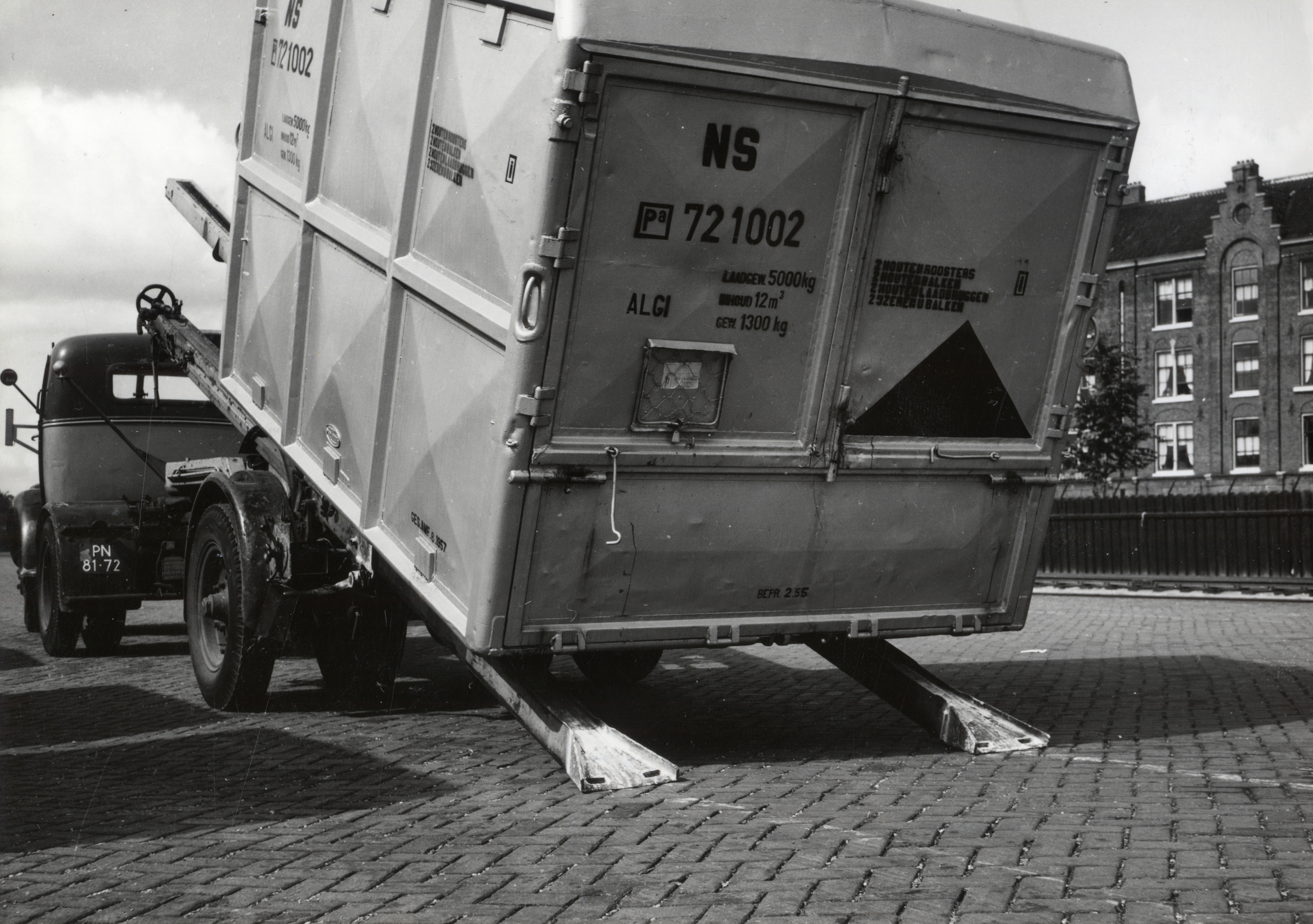
DAF-losser in actie

De DAF-losser was een in 1938 in Nederland door DAF in Eindhoven ontwikkeld voertuig voor het vervoer over de weg van in laadkisten verpakte goederen.
De DAF-losser was in staat:
1. een vijftonslaadkist van een spoorwagen op de losser te plaatsen;
2. deze laadkist snel over de weg naar de plaats van bestemming te vervoeren en;
3. de laadkist vervolgens op de plaats van bestemming op de grond te deponeren.

Deze handelingen konden eveneens in omgekeerde volgorde plaatsvinden.
Met behulp van dit systeem was het probleem van het huis- tot huisvervoer voor de spoorwegondernemer definitief mogelijk geworden en tot een zodanig praktische oplossing gebracht, dat dit systeem na een tiental jaren bij de Nederlandsche Spoorwegen in gebruik te zijn geweest, ook door de Belgische, Zwitserse en Duitse spoorwegen werd overgenomen en op grote schaal in toepassing werd gebracht, zodat de Europese en de Amerikaanse spoorwegen op het punt van huis-tot-huisvervoer een belangrijke stap maakten.